# Niviventer coninga
Niviventer coninga é uma espécie de roedor da família Muridae.
Apenas pode ser encontrada em Taiwan.